# Selección de rugby de Corea del Sur
La selección de rugby de Corea del Sur es el equipo que representa dicho país en torneos internacionales. Está regulado por la Korea Rugby Union.

## Reseña
Corea del Sur debutó en torneos en el primer campeonato asiático de 1969 celebrado en Japón. La final fue precisamente contra el local, cayendo 23 - 5. Desde ese entonces participó numerosas veces del torneo consiguiendo el títulos en 5 oportunidades.
El equipo surcoreano también ha disputado las clasificatorias asiáticas para la Copa del Mundo desde clasificatorias asiáticas para Inglaterra 1991. Hasta ahora no ha alcanzado la etapa final de un mundial y lo más cerca que estuvo fue para las ediciones de Gales 1999, Australia 2003 y Francia 2007 que quedó eliminado en repechajes siempre frente a Tonga.

## Estadísticas
A continuación, una tabla resumen de los test matches jugados por el equipo nacional de Corea del Sur hasta el 9 de julio de 2022.
| Oponente               | Jugados | Ganados | Perdidos | Empatados | % de victorias |
| ---------------------- | ------- | ------- | -------- | --------- | -------------- |
| Australia              | 1       | 0       | 1        | 0         | 0.0%           |
| Chile                  | 2       | 1       | 1        | 0         | 50.0%          |
| China                  | 1       | 1       | 0        | 0         | 100.0%         |
| China Taipéi           | 14      | 14      | 0        | 0         | 100.0%         |
| Emiratos Árabes Unidos | 2       | 2       | 0        | 0         | 100.0%         |
| Filipinas              | 3       | 3       | 0        | 0         | 100.0%         |
| Golfo Pérsico          | 3       | 1       | 2        | 0         | 33.3%          |
| Hong Kong              | 35      | 15      | 20       | 0         | 42.8%          |
| Japón                  | 36      | 6       | 29       | 1         | 18.7%          |
| Kazajistán             | 5       | 3       | 2        | 0         | 60.0%          |
| Malasia                | 13      | 13      | 0        | 0         | 100.0%         |
| Países Bajos           | 2       | 1       | 1        | 0         | 50.0%          |
| Samoa                  | 1       | 0       | 1        | 0         | 0.0%           |
| Singapur               | 8       | 7       | 1        | 0         | 87.5%          |
| Sri Lanka              | 9       | 9       | 0        | 0         | 100.0%         |
| Tailandia              | 10      | 8       | 1        | 1         | 80.0%          |
| Tonga                  | 6       | 0       | 6        | 0         | 0.0%           |
| Total                  | 157     | 85      | 70       | 2         | 54.14%         |

## Palmarés
- Asia Rugby Championship (5): 1982, 1986, 1988, 1990, 2002
- Asia Rugby Championship Division 1 (1): 2011
- Asian Rugby Series (1): 2003-04[3]
- Juegos Asiáticos (1): 1998, 2002.

## Participación en copas
| - no ha clasificado - Asian Rugby Championship 1969: 2º puesto - Asian Rugby Championship 1970: 3º en el grupo - Asian Rugby Championship 1972: 5º puesto - Asian Rugby Championship 1974: 3º en el grupo - Asian Rugby Championship 1976: 2º puesto - Asian Rugby Championship 1978: 2º puesto - Asian Rugby Championship 1980: 2º puesto - Asian Rugby Championship 1982: Campeón invicto - Asian Rugby Championship 1984: 2º puesto - Asian Rugby Championship 1986: Campeón invicto - Asian Rugby Championship 1988: Campeón invicto - Asian Rugby Championship 1990: Campeón - Asian Rugby Championship 1992: 3º puesto - Asian Rugby Championship 1994: 2º puesto - Asian Rugby Championship 1996: 2º puesto - Asian Series Gold 2003-04: Campeón invicto - Asian Series Division 1 2005: 2º puesto - Asian Series Division 1 2006: 2º puesto - Asian Series Division 1 2007: 3º puesto - Tour a Chile 2016: (1 - 1) | - Asian Rugby Championship 1998: 2º puesto - Asian Rugby Championship 2000: 2º puesto - Asian Rugby Championship 2002: Campeón invicto - Asian Rugby Championship 2004: 2º puesto - Asian Rugby Championship 2006: 2º puesto - Asian 5 Nations 2008: 2º puesto - Asian 5 Nations 2009: 3º puesto - Asian 5 Nations 2010: 5º puesto (último) - Asian 5 Nations 2012: 2º puesto - Asian 5 Nations 2013: 2º puesto - Asian 5 Nations 2014: 3º puesto - Asian 5 Nations Division 1 2011: Campeón invicto - ARC Top 3 2015: 3º puesto (último) - ARC Top 3 2016: 3º puesto (último) - ARC Top 3 2017: 3º puesto (último) - ARC Top 3 2018: 2º puesto - ARC Top 3 2019: 2º puesto - ARC Top 3 2022: 2º puesto - ARC Top 3 2023: 2º puesto - ARC 2024: 3º puesto - ARC 2025: En disputa - Juegos Asiáticos 1998: Campeón invicto - Juegos Asiáticos 2002: Campeón invicto - Pacific Rim 2001: fase clasificatoria |